# 匹兹堡犹太教堂枪击案
|  |

匹兹堡犹太教堂枪击案是2018年10月27日发生在美国宾夕法尼亚州匹兹堡的一起大规模枪击事件。案發地點為生命之樹－歡樂之光猶太教堂（英語：Tree of Life – Or L'Simcha Congregation，希伯來語：‎，羅馬化：Ḳehilat ʻEts ha-Ḥayim – ʼOr le-Śimḥah）。当局报告11人死亡，6人受伤，伤者包括4名警察。現年46歲的嫌犯罗伯特·鲍尔斯（Robert G. Bowers）已被逮捕，並被控以29項聯邦罪與36項州罪。槍擊案發生時，猶太教堂正舉行安息日聚會及嬰兒割禮儀式。反誹謗聯盟表示這起槍擊案是美國史上對猶太人最嚴重的一次攻擊事件。

## 背景
生命之树－欢乐之光犹太教堂（Tree of Life – Or L'Simcha Congregation）是犹太教保守派会堂。会堂位于宾夕法尼亚州匹兹堡松鼠山区，卡内基·梅隆大学以东1英里（1.6公里），匹兹堡市中心以东5英里（8公里），自称“传统、进步、平等的犹太教堂”。松鼠山是美国最大的犹太人聚居社区，历史上曾是匹兹堡犹太社区腹地，全市26%的犹太人口都住在该地区。
生命之树于1864年在匹兹堡市中心成立，最初是犹太教正统派教堂。2010年欢乐之光犹太教堂并入后，现在的教堂正式成立。如今的现代犹太教堂建筑，位于威尔金斯大道（Wilkins Avenue）和阴凉大道（Shady Avenue）交汇处，建于1953年。部分空间由犹太教重建派多哈达什（Dor Hadash）和保守派新光（New Light）租用。主圣所可容纳1250人。
尽管松鼠山治安案件少，没有种族紧张的迹象，当地还是于1986年发生了反犹太主义仇恨犯罪事件，导致当地的拉比学生尼尔·罗森布鲁姆被谋杀。

## 事件
美国东部时间上午9点50分，一名留着胡须、体形魁梧的白人男子进入教堂。他大喊“犹太人都得死”后开枪，枪声持续了20分钟。警方介绍，枪手配备一把柯尔特AR-15半自动步枪（官方称“突击步枪”）和三把格洛格.357 SIG半自动手枪，四把枪都被他开过火。匹兹堡犹太人联合会一名成员告诉记者，教堂当时除了举行日常的晨间礼拜，还有庆祝新生命的割礼仪式以及为一对同性恋夫妇最近收养的一对双胞胎举行的新生命命名仪式，有60到100人出席。到上午9点54分，警方接到受困于教堂的人士报警。
上午9点59分，警方抵达现场。枪手从教堂内向警方开枪，打伤了两名警察。警方还击，致使枪手撤退到楼内。到10点30分，特勤队员进入大楼，遭到枪手火力抵抗。警方开火还击，打伤了枪手，枪手撤退到三楼一个房间。两名特种武器和战术部队队员在交火中受伤，另有一人伤势严重。11点8分，枪手爬出房间宣布投降。根据阿利根尼县的刑事诉讼文件，在警方扣押下接受治疗时，他还不忘提醒特勤队员他“希望犹太人都去死”，犹太人“对他的同胞进行种族灭绝”。

## 遇难者
事件导致11人罹难，其中3人死在一楼，4人死在地下室。死者中有两对兄弟和一对夫妻。另外至少6人受伤，包括4名警察。大多数受害者被送往匹兹堡大学医疗中心和匹兹堡大学医疗中心梅西分院。嫌犯则被送到阿利根尼综合医院。遇难者名单如下：
- 乔伊斯·菲恩伯格（Joyce Fienberg），75岁
- 里奇·戈特弗里德（Rich Gottfried），65岁
- 罗斯·马林格（Rose Mallinger），97岁
- 杰里·拉比诺维茨（Jerry Rabinowitz），66岁
- 塞西尔·罗森塔尔（Cecil Rosenthal），59岁
- 大卫·罗森塔尔（David Rosenthal），54岁
- 伯尼斯·西蒙（Bernice Simon），84岁
- 西尔万·西蒙（Sylvan Simon），86岁
- 丹尼尔·斯坦恩（Daniel Stein），71岁
- 梅尔文·瓦斯（Melvin Wax），88岁
- 欧文·扬格（Irving Younger），69岁

## 嫌犯
枪手罗伯特·格列高利·鲍尔斯（Robert Gregory Bowers，1972年9月4日 - ），46岁，宾夕法尼亚州鲍德温 (宾夕法尼亚州)居民。邻居说他是“幽灵”，很少和其他人交流。
Gab被认为是新纳粹主义、白人至上主义和另类右翼的“避风港”。2018年1月，鲍尔斯在该网站注册账号，帐号名“onedingo”。帐号描述写道：“犹太是撒旦的孩子（约翰 8:44）。主耶稣基督已经成了肉身。”封面图片是数字1488，这是新纳粹主义者和白人至上主义对大卫·莱恩的十四字真言和纳粹党口号希特勒万岁的回应。鲍尔斯还力挺白人种族大清洗阴谋论。鲍尔斯还认为QAnon的支持者被“蛊惑”或戏弄。他还转发了其他反犹太人、新纳粹主义和犹太人大屠杀否定论者的帖子，并批评总统唐纳德·特朗普是全球主义者，不是民族主义者，应该被犹太人包围控制。在另一篇贴文中，他写道：“只要犹太佬一天泛滥，让美国再次伟大就不可能实现”。其他贴文则是攻击非裔美国人的种族辱骂，还有私刑图片及攻击和黑人男子发生关系的女性的文字。他还利用网络账户发布针对投资者兼慈善家乔治·索罗斯的阴谋论 。
事发一个月前，鲍尔斯便发布图片炫耀打靶练习成果，还晒出三把手枪，叫它们格洛克家族。这三把手枪分别是格洛克31、格洛克32和格洛克33.357 SIG手枪。到了事发前数周，鲍尔斯发布反犹太人帖子，矛头直指生命之树教会有份参与的希伯来移民援助协会国家难民安息日活动。活动于10月19日到20日举行。他表示犹太人帮助中美洲移民人龙前往美国边境，称这些移民是“入侵者”。事发前不久，他在Gab上表示“希伯来移民援助协会想带点移民过来，杀害我们的人民。我绝不会袖手旁观，看着我的同胞被凌辱。擦亮双眼，等着看我的好戏！”南方贫困法律中心表示：“擦亮双眼自2017年团结右翼集会以来白人民族主义运动内对如何最好地将信息传达给大众的分歧不断蔓延。”
案发后，Gab联系美国联邦调查局，暂停鲍尔斯的账号，承诺协助调查。之后，PayPal、Stripe、Joyent和Medium取消了对Gab的支持，Gab域名提供商GoDaddy要求Gab将域名托管移到其他服务供应商，以便在短期内关闭Gab。

## 刑事指控和诉讼
鲍尔斯被美国司法部控以29项联邦罪名，包括11项阻碍宗教信仰行为致人死亡罪、11项在暴力犯罪期间使用枪支实行谋杀罪、4项阻碍宗教信仰行为致使公共安全官员身体受伤罪、3项在暴力犯罪期间使用和发射枪支罪。
暴力犯罪的依据是禁止仇恨犯罪的联邦民权法。
鲍尔斯还被控36项州刑事罪名、11项刑事谋杀罪、6项严重袭击罪、6项刑事谋杀未遂罪和13项种族恐吓罪。
10月29日，鲍尔斯到美国宾夕法尼亚西区联邦地区法院出席听证会。法院为他指定了一名律师，他在没有保释的前提下，被还押到美国法警处，轮候进一步听证。
2023年8月2日，陪審團裁定鮑爾斯有犯63項罪名，並建議將他判處死刑。陪審團一致認為，鮑爾斯的襲擊是出於對猶太人的仇恨，他選擇生命之樹是因為它位於美國最大、最具歷史意義的猶太社區之一，以“最大限度地造成破壞，擴大對猶太人的傷害，他的罪行造成的傷害，並在當地、國家和國際猶太社區中灌輸恐懼”，並認為鮑爾斯缺乏悔意。

## 各方回应

### 美国

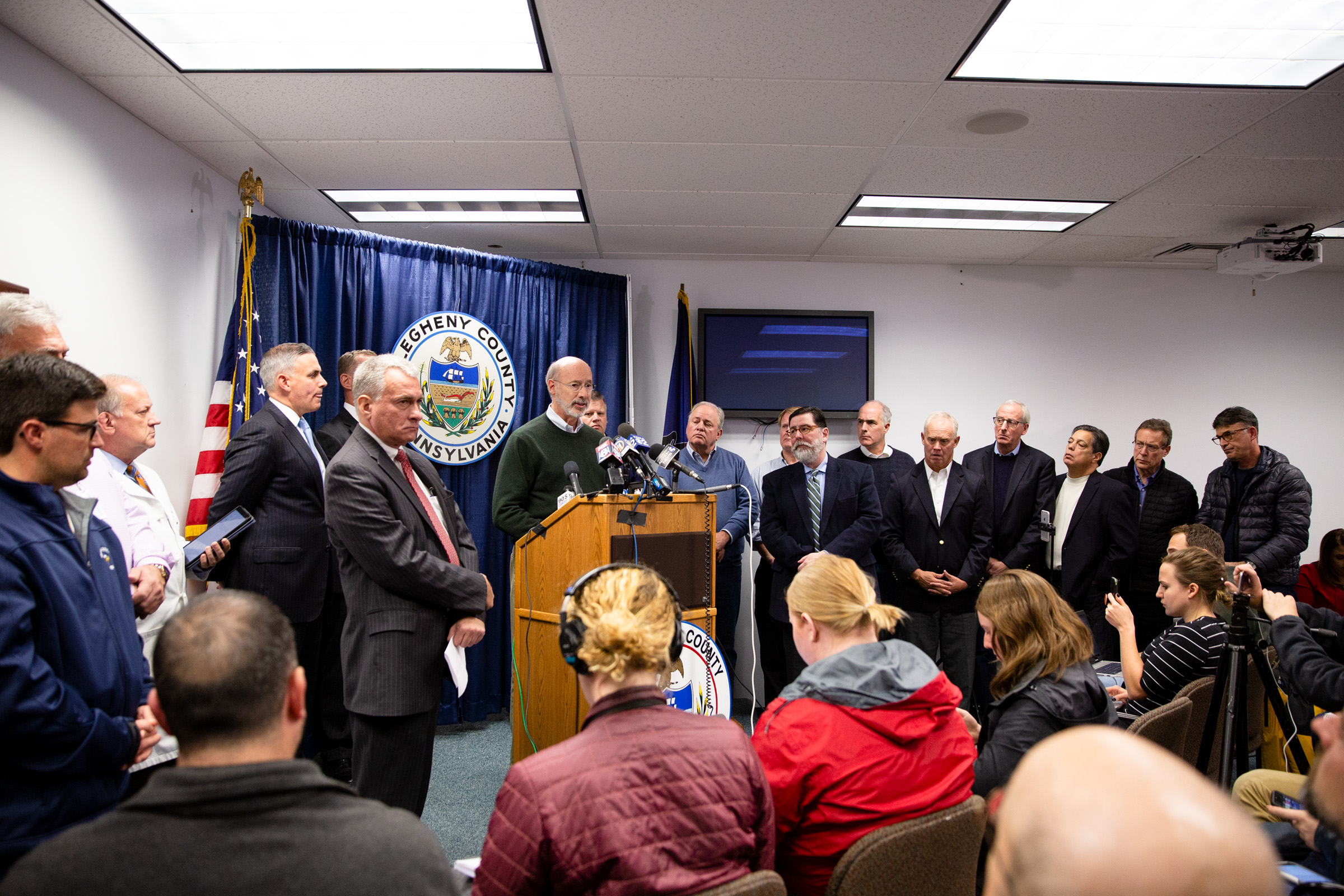
宾夕法尼亚州州长汤姆·沃尔夫就事件发表声明。匹兹堡市长比爾·彼杜托陪伴在旁（右七戴条纹领带者）。

总统唐纳德·特朗普、宾夕法尼亚州州长汤姆·沃尔夫和他的竞选搭档、布雷多克市长约翰·费特曼及匹兹堡市议员科里·奥康纳（Corey O' Connor）在Twitter发表事件声明。特朗普表示枪击案是“纯粹邪恶”的反犹太主义行为。他认为事件是可以预防的：“如果教堂内有一位武装警卫，他们本可以阻止他”。他建议要对此类案件采取死刑的惩罚。
美国公民自由联盟的塞西莉亚·王（Cecilia Wang）认为事件及最近的其他骚乱，均是受到特朗普言论的鼓动。副总统迈克·彭斯在当晚接受NBC新闻采访是，否认事件和特朗普言论有牵连。包括当地犹太社群在内的2000人举行示威，抗议特朗普的言论。他们高喊“言出必行”，举着“我们要建桥，不要建围墙”等标语。
10月27日到31日，公共和军事领域为遇难者下半旗致哀。

### 国际
以色列总理本雅明·内塔尼亚胡谴责事件是“可怕的反犹太人的暴行”，“所有以色列人都和死者家属沉浸在悲伤中”。以色列教育和侨民事务部部长纳夫特利·本内特随即赶往匹兹堡，探访事发教堂，慰问社群成员，出席遇难者葬礼。他指示侨民事务部“评估并准备协助匹兹堡犹太社区”，其中指挥急救救援及康复小队前往当地提供心理和社群重建援助。10月28日，以色列政府为遇难者举行默哀仪式。
以色列大拉比大卫·劳表示：“在世上任何一个地方谋杀犹太人都是不可原谅的”。他认为事发地是“犹太气息浓厚的宝地”。许多报道声称大卫·劳拒绝称非正统的保守派堂会“犹太教堂”，劳慷慨激昂地说到：“他们（遇难者）去什么样的犹太教堂，出席什么样的礼拜仪式，又有什么重要的呢？”然而，著名的非正统以色列宗教领袖和学者都不接受劳的声明。
特拉维夫-雅法市用美国国旗颜色照亮市政厅大楼，表示和袭击遇难者团结一致。耶路撒冷将以色列国旗和美国国旗并排投影到西墙上。
教宗方济各在10月28日星期日圣伯多禄广场的礼拜活动上，谴责“不人道的暴力行为”，带领信众为死者和伤者及其家属祈祷。
伊朗外交部长穆罕默德·贾瓦德·扎里夫向遇难者表示哀悼，指出“极端主义和恐怖主义不堪种族或宗教，无论如何都要受到谴责。”哈马斯也表示哀悼并谴责袭击。

### 当地

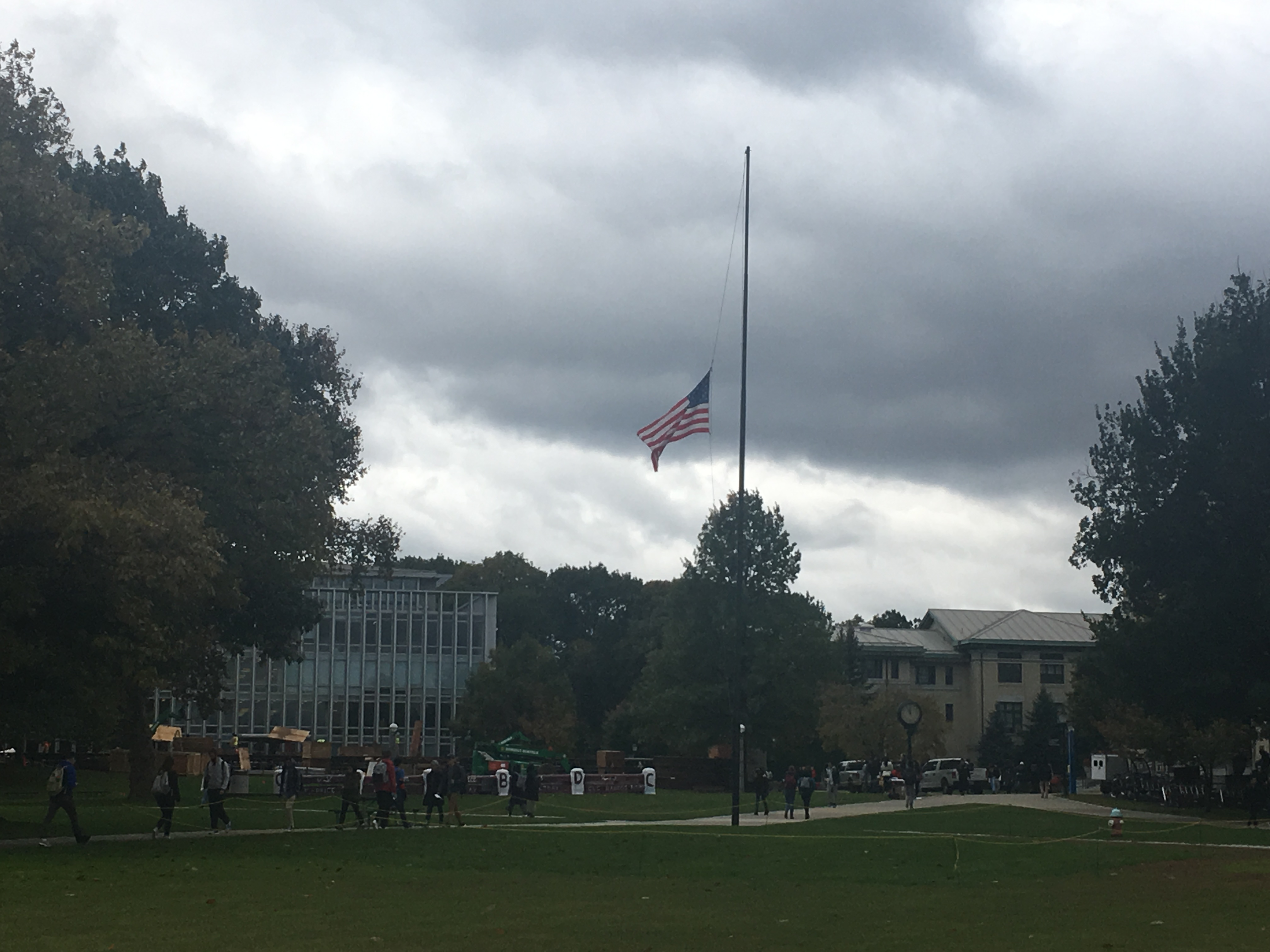
卡内基·梅隆大学下半旗为遇难者致哀。

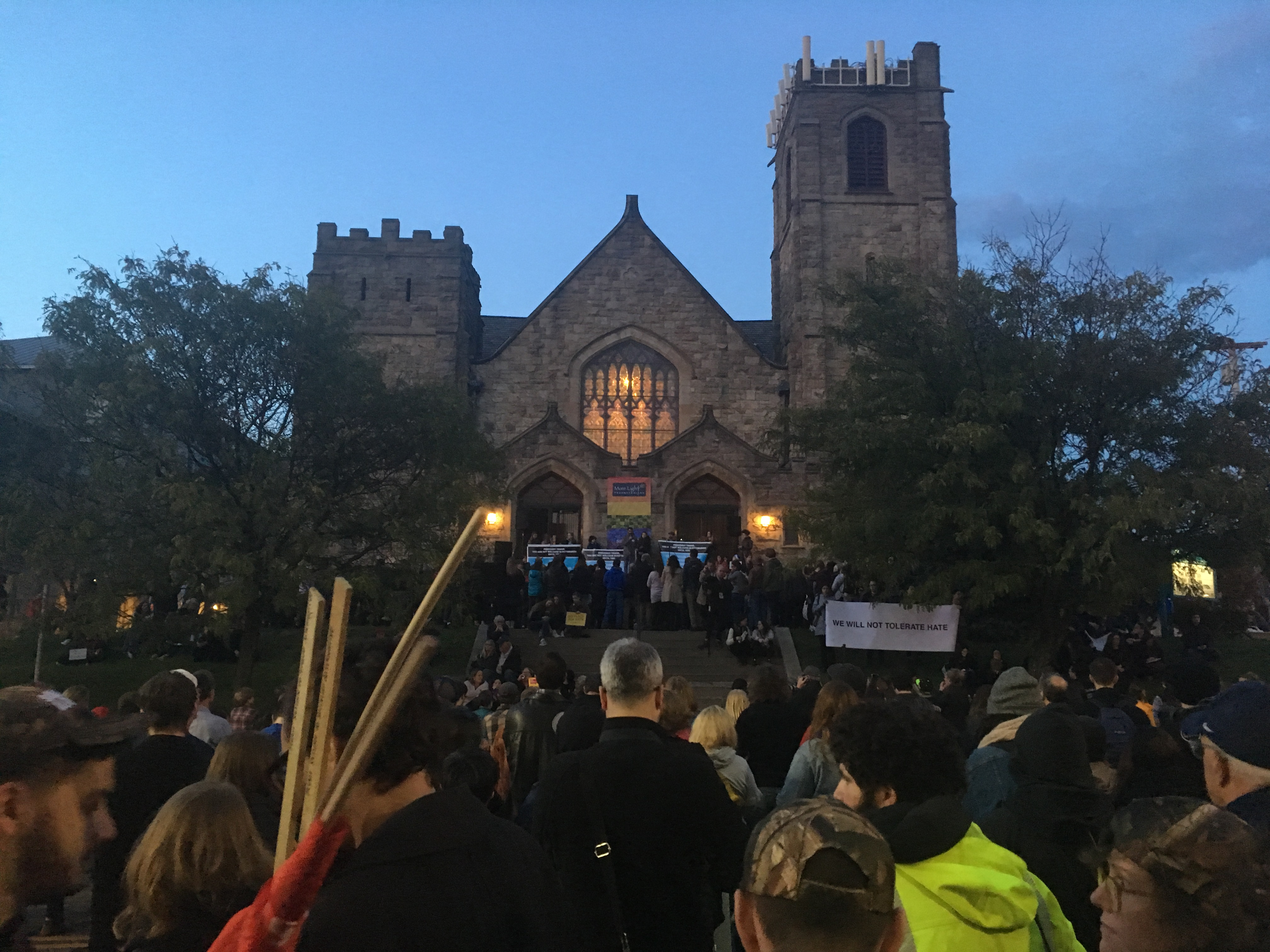
10月30日，人们再次在第六长老会教堂前的福布斯和默里大道交汇处集会。同一天，唐纳德特朗普总统访问了匹兹堡，视察现场。

案发后不久，卡内基·梅隆大学封锁校园，暂停所有活动。同时警方建议居民留在家中，远离街道。
匹兹堡犹太社群各大教派人士参加了当地的犹太哀悼仪式，人数众多，非比寻常。按照犹太教传统，遗体入土前须由别人守卫。在匹兹堡太平间，志愿守卫队每一个小时轮班一次，直至遗体被搬到殡仪馆。《大西洋》报道，“大部分志愿者似乎是东正教徒，受枪击事件的直接影响，和自由派社群团结一致。”
10月30日星期二，匹兹堡钢人球员趁国家橄榄球联盟常规停赛期，出席罗森塔尔兄弟的葬礼。兄弟俩身患智力障碍，他们的一个姐妹之前是球队的员工。

### 守夜仪式和集会
案发后，3000多人到松鼠山默里和福布斯大道交汇处，参加由附近的泰勒·奥尔德迪斯高中学生组织的跨宗教烛光集会。另两场烛光集会也在社区内举行。
翌日，当地犹太人联合会在士兵和水手纪念馆举行跨宗教烛光集会，约2500名民众到场出席。多位国家和地方政要出席仪式，会上发言者包括事发犹太教堂所属三大会众的拉比、伊斯兰教和基督教神职人员及公民领袖。出席人士还有匹兹堡市长比爾·彼杜托、阿利根尼县执行官里奇·菲兹杰拉德、参议员鲍伯·凯西和帕特·图米、以色列教育和侨民事务部部长纳夫特利·本内特、以色列驻美国大使罗恩·德默尔和以色列常驻联合国代表丹尼·丹侬。流媒体直播视频显示以色列总统鲁文·里夫林发表简短讲话，带领民众诵读《珈底什》。
案发翌日及接下来一个星期中，犹太教及跨宗教守夜仪式和团结集会在美国国内外进行。其中在美国各地举行的活动参与人数少则数百人，多则上千人，出席人士包括犹太社区及其他宗教领袖、地方及国家官员。此外，案发后的几天中，全国一百多间大学的学生自发举行守夜活动。
加拿大蒙特尔、渥太华、哈利法克斯和温哥华等地举行纪念仪式。10月28日晚以色列耶路撒冷锡安广场举行烛光集会，约500名美国人和以色列人参与。英国伦敦、利物浦和布莱顿的犹太人联合举行守夜仪式。
在巴黎，改革过的犹太教堂法国犹太自由运动举行纪念仪式。出席人士布雷斯洛夫的纳赫曼拉比名言写成的歌曲。纪念馆外有武装警卫把守，防止游客遭到反犹太主义恐怖分子伤害。

### 媒体和组织
《纽约时报》刊载了反誹謗聯盟总裁喬納森·格林布拉特的社论，文章鼓励读者反对反犹太主义和仇恨。
10月28日，帝国大厦大楼熄灯，悼念遇害者。大厦的Twitter账号表示，在塔尖处留下的橙色灯光象征着枪支暴力意识。熄灯的还有艾菲爾鐵塔。
为遇难者默哀的球队包括主场对阵克里夫兰布朗的匹兹堡钢人、对阵明尼蘇達維京人的新奥尔良圣徒、对阵溫哥華加人的匹茲堡企鵝、对阵多倫多楓葉的溫尼伯噴射機、在伦敦对阵杰克逊维尔美洲虎的费城老鹰和对阵杜克大學藍魔鬼的匹兹堡大学黑豹。10月27日在道奇體育場举行的世界系列赛第4场也举行了默哀仪式。
10月30日，匹兹堡企鹅在对阵紐約島人的比赛上，穿上写有“强大过仇恨”的球衣。球队在宣布赛后将代表犹太教堂拍卖球衣。

### 总统视察
10月30日，总统唐纳德·特朗普在第一夫人梅拉尼亚·特朗普、女儿伊万卡·特朗普、女婿贾里德·库什纳和财政部长史蒂芬·梅努钦的陪同下，到匹兹堡视察。一行人在事发教堂驻足，会见教堂精神领袖杰弗里·梅耶斯（Jeffrey Myers）和以色列驻美国大使罗恩·德默尔。特朗普在前庭为遇难者点燃蜡烛，随后走到门外，在11位遇难者纪念碑的大卫之星上，分别放上一颗小石头。石头由特朗普带过来，出自白宫地面。随后，他们前往匹兹堡大学医疗中心长老会分院慰问伤者及其家属、执法人员和医护人员。
特朗普的到访遭到匹兹堡部分居民的劝阻。匹兹堡市长比尔·彼杜托认为特朗普不应该前来，因为伤痕才刚刚留下，社区才开始哀悼和举行葬礼。阿利根尼县执行官里奇·菲兹杰拉德同意彼杜托的观点，也敦促特朗普考虑死者“家属的意愿”。7万多人签署联名公开信，不欢迎特朗普，直到他“彻底谴责白人民族主义”。生命之树前主席丽奈特·莱德曼（Lynette Lederman）也反对特朗普到访，认为他的言辞“虚伪”：“人民和我们站在一起，他们不仅相信犹太价值观，还相信其他价值观，那些价值观不包含总统的价值观，所以我不欢迎他来匹兹堡”。特朗普到访前，生命之树的拉比杰弗里·梅耶斯称“仇恨还没有散去，似乎还变糟糕了。我们必须阻止仇恨，不能仅仅在口头上阻止仇恨。我们必须行动，必须将言辞放低调”。他表示会欢迎特朗普到访。罗德夫·沙洛姆堂会拉比亚伦·比斯诺（Aaron Bisno）表示，他不认为特朗普的到访是件好事，社群中许多人认为特朗普是“分裂的象征”。特朗普到访教堂期间，约2000名示威者被挡在数个街区外。

### 众筹
多项众筹为幸存者医疗及心理辅导费用、遇难者葬礼和教堂修复提供协助。截至10月30日，GoFundMe的众筹账户已收到90万美元的款项，而目标为100万。穆斯林群体发起LaunchGood众筹活动，为遇难者葬礼和幸存者医疗埋单，资金将由匹兹堡伊斯兰中心分发。截至11月1日，活动筹得款项近22万美元。大匹兹堡犹太联盟截至10月29日筹款20.5万美元，该组织的捐款将与宾夕法尼亚州西南部的国际联合劝募协会相配对。